# Jonathan Carril
Jonathan Carril Regueiro (Boqueixón, 28 febbraio 1984) è un ex calciatore spagnolo, di ruolo attaccante.
Anche suo fratello minore Iván Carril è un calciatore.